# Marila spiciformis
Marila spiciformis es una especie de planta con flor en la familia de las Calophyllaceae.
Es endémica de Ecuador y de Perú en Amazonía en la Provincia de Bagua. Está amenazada por pérdida de hábitat
Es un arbolito de 5-7 m de altura; hojas opuestas, enteras, oblongas a obl. elípticas, de 8-14 cm × 3-5,5 cm, acuminadas, pecíolo de 1-1,5 cm; inflorescencia racimosa, raquis de 15 cm, 8-10 flores × cm, 5-sépalos, coriáceos. 

## Taxonomía
Marila spiciformis fue descrita por McDearman & McDaniel  y publicado en Brittonia 37(1): 106–108, f. 1. 1985.